# Descurainia cumingiana
Descurainia cumingiana är en korsblommig växtart som först beskrevs av Fisch. och Carl Anton von Meyer, och fick sitt nu gällande namn av Karl Anton Eugen Prantl. Descurainia cumingiana ingår i släktet stillfrön, och familjen korsblommiga växter.

## Underarter
Arten delas in i följande underarter:
- D. c. cumingiana
- D. c. elegantula
- D. c. glabrescens
- D. c. tenuissima